# Asadipus barant
Asadipus barant là một loài nhện trong họ Lamponidae. Loài này được phát hiện ở Tây Úc.